# Huta Toras
Huta Toras is een bestuurslaag in het regentschap Mandailing Natal van de provincie Noord-Sumatra, Indonesië. Huta Toras telt 312 inwoners (volkstelling 2010).